# دييغو ألبرتو توريس
دييغو ألبرتو توريس (بالإسبانية: Diego Alberto Torres)‏ (3 يوليو 1982 في الأرجنتين - ) هو لاعب كرة قدم أرجنتيني في مركز جناح ‏. لعب مع أرسنال ساراندي وكيلمس ونيولز أولد بويز ونادي ألميرانته براون وCrucero del Norte ‏.

## وصلات خارجية
- دييغو ألبرتو توريس على موقع قاعدة بيانات كرة القدم.إي يو (الإنجليزية)
- دييغو ألبرتو توريس على موقع Soccerway.com (الإنجليزية)